# Samarien (park)

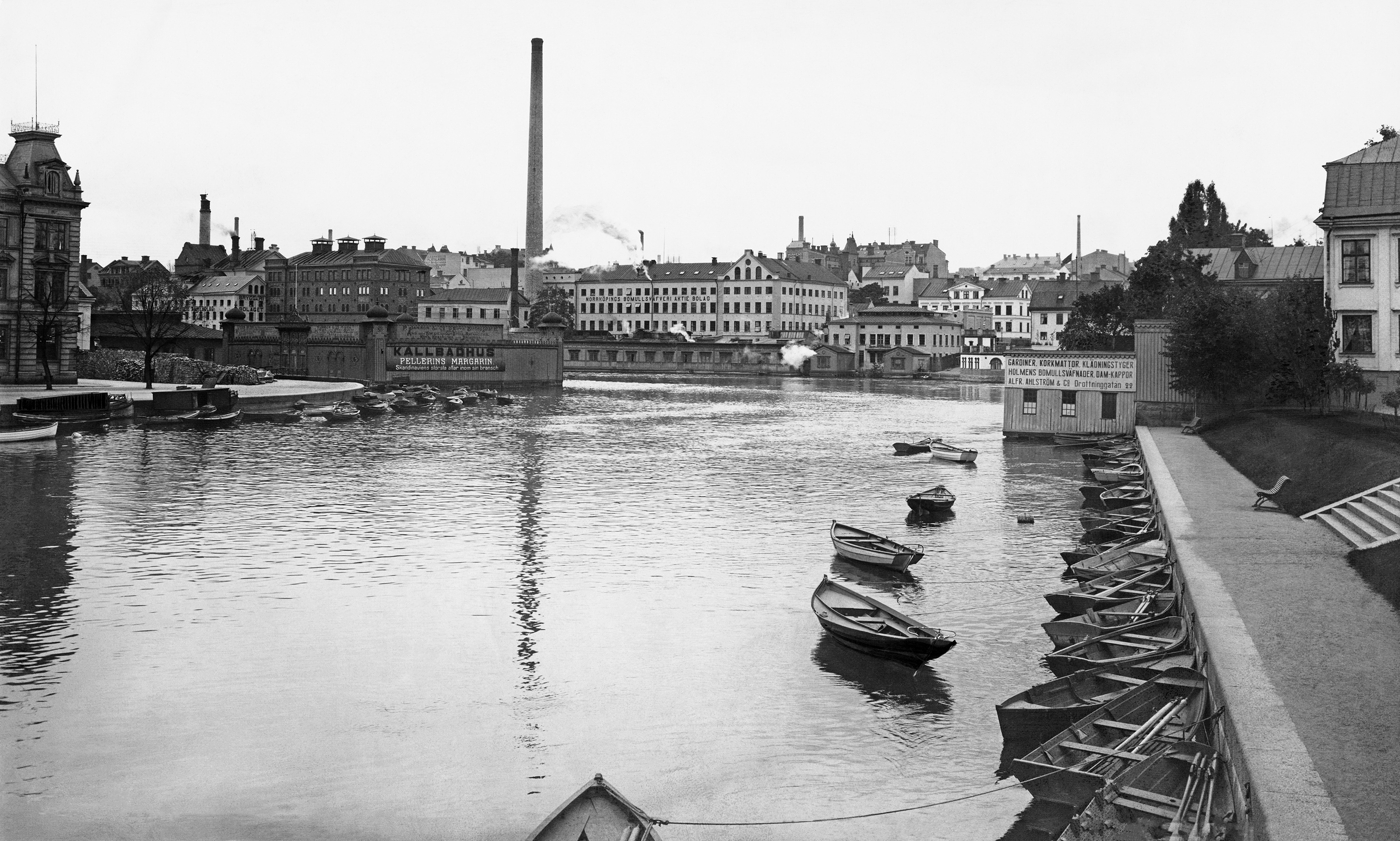
Vy från kanten av Samarien uppströms från 1906, med den traditionella förtöjningsplatsen för småbåtar vid parkstranden. Rakt fram syns Norrköpings Bomullsväfveris stora fabrikskomplex. Längst till höger skymtar Ringborgska huset, som är granne till Samarien.

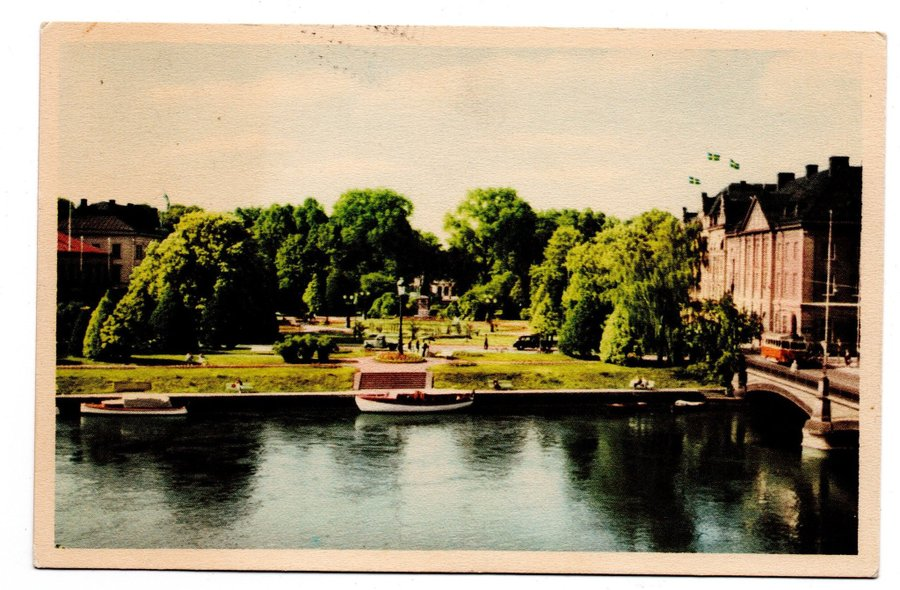
Samarien med den första rundtursbåten med namnet Vimman

Samarien blev i slutet av 1800-talet smeknamnet för en markbit vid Motala ström omedelbart söder om Carl Johans park i Norrköping. Platsen var tidigare en öppen plats, där bland annat ett par av stadens pumpstationer för brandbekämpning var placerade. Det fanns där två vattenpumpar, med möjlighet att pumpa upp vatten till två pumpvagnar samtidigt.
På detta område anlades 1889 en bit park söder om Bråddgatan, som kompletterande den kvadratiska och ungefär samtidigt anlagda Carl Johans park norr om gatan, bägge finansierade av grosshandlaren John Philipson. Den anslöts till Carl Johans parks symmetriska utformning. Samarien utvidgades mot Oscar Fredriks bro 1980, då Bråddgatan också gjordes smalare. Parkdelen kom att i folkmun kallas Samarien.
Som avgränsning mot Strömmen placerades 1980 järnstaketet från den gamla bron utmed kajkanten, i samband med att den nya Saltängsbron blev klar.  
Från kajen utgick från 1950 till 2011 Curt-Åke Wahlins med familjs platta Norrköpings-rundtursbåtar, fem stycken i ordning efter varandra, alla kallade Vimman.
I den västra delen av parken restes 1995 ett minnesmärke över Estoniakatastrofen av Bo Olls. År 2008 renoverades parken, varvid en 1950-talslyktstolpe ersattes av en restaurerad 1,5 ton tung gaslykta i gjutjärn, vilken hade donerats av John Philipson och tidigare funnits i parken.